# Kickboxer: Megtorlás
A Kickboxer: Megtorlás (eredeti cím: Kickboxer: Retaliation) 2018-ban bemutatott amerikai harcművészeti film, a Kickboxer-filmek hetedik része, egyben a 2016-os Kickboxer: A bosszú ereje közvetlen folytatása.
A Dimitri Logothetis által írt és rendezett film főszereplője ismét Alain Moussi és Jean-Claude Van Damme. További főbb szerepekben Christopher Lambert, Ronaldinho, Mike Tyson Hafþór Júlíus Björnsson látható.

## Cselekmény
Tizennyolc hónap telt el azóta, hogy Kurt Sloane végzett Tong Póval, megbosszulva bátyja, Eric halálát. Hivatásos MMA-harcosként Kurt legyőzi Renato Sobralt, ám folyamatosan rémálmok gyötrik, melyekben harcolnia kell, ezután feleségével, Liuval együtt mindketten életüket vesztik. A meccset követően Kurtöt két amerikai marsall keresi fel és közlik vele, hogy vissza kell térnie Thaiföldre, Tong Po halálának kivizsgálása céljából. Amikor Kurt a jelvényüket kéri, a két férfi elkábítja őt.
Kurt egy thai börtönben tér magához és találkozik Thomas Tang Moore-ral, annak az illegális bajnokságnak a megalkotójával, amelyben Kurt, Eric és Tong Po is versenyzett. Po halála és Kurt hazatérése miatt Moore-nak új bajnokot kellett találnia Kurt helyett. Moore felajánlja, hogy Kurt egymillió dolláros díjért megküzdhet az új bajnokkal, a hatalmas termetű Mongkuttal, de Kurt visszautasítja. A börtönben a többi rab folyamatosan Kurt életére tör és a börtönőrök mindennap megkorbácsolják. Kurt összebarátkozik Briggsszel, az amerikai bokszolóval (aki segít neki átvészelni a börtön viszontagságait) és értesül arról, hogy mestere, Durand a rabok edzője lett, de korábban Moore büntetésből megvakíttatta a férfit.
Moore korrupt rendőrökkel elraboltatja Liút, ennek hatására Kurt elvállalja a mérkőzést. Durand, Briggs és több más rab is segít neki a felkészülésben. Eközben kiderül, hogy ellenfele, Mongkut a biotechnológia eszközei (többek között adrenalin és szteroidok) által "előállított", gyakorlatilag sebezhetetlen harcos. Kurt megszökik Moore elől és hosszas nyomozás után rátalál feleségére, de egy verekedést követően Moore emberei ismét fogságba ejtik, ráadásul Mongkut ütésétől Liu kómás állapotban kórházba is kerül.
A küzdelemre egy ősi Muay Thai templomban kerül sor. Mongkut túlságosan erősnek bizonyul Kurt számára, a meccs közepe táján Mongkut a klinikai halál állapotába juttatja őt, de Liu adrenalin-injekciókkal újraéleszti férjét. Mongkut megpróbálja vízbe fojtani az amerikait, Kurt azonban az öklére csavart lánccal kiüti az óriást. A lánccal eltöri ellenfele nyakát és ezzel megnyeri a mérkőzést.

## Szereplők
| Szerep            | Színész                 | Magyar hang        |
| ----------------- | ----------------------- | ------------------ |
| Kurt Sloane       | Alain Moussi            | Szabó Máté         |
| Durand mester     | Jean-Claude Van Damme   | Mihályi Győző      |
| Mongkut           | Hafþór Júlíus Björnsson | Bognár Tamás       |
| Briggs            | Mike Tyson              | Schneider Zoltán   |
| Liu Sloane        | Sara Malakul Lane       | Bogdányi Titanilla |
| Thomas Moore      | Christopher Lambert     | Kőszegi Ákos       |
| Joseph King       | Steven Swadling         | Albert Péter       |
| Crawford          | Sam Medina              | Megyeri János      |
| Rupert            | Miles Strommen          | Baráth István      |
| Big Country       | Roy Nelson              |                    |
| Nagydarab elítélt | Brian Shaw              | Nem szólal meg     |
| Ronaldo           | Ronaldinho              | Nem szólal meg     |
| Fabricio          | Fabricio Werdum         |                    |
| Gamon             | Jessica Jann            | Solecki Janka      |
| Somsak            | Maxime Savaria          |                    |
| Travis            | Nicholas Van Varenberg  |                    |
| Chud              | Wanderlei Silva         |                    |
| Moss              | Rico Verhoeven          |                    |
| Önmaga            | Renato Sobral           |                    |
| Önmaga            | Renzo Gracie            |                    |
| Önmaga            | Frankie Edgar           |                    |
| Önmaga            | Maurício Rua            |                    |

## A film készítése és forgatása
2015. november 24-én a Headmon Entertainment és az Acme Rocket Fuel bejelentette, hogy elkészül a Kickboxer: A bosszú ereje folytatása, azaz a Kickboxer: Megtorlás. Robert Hickman a The House Productions-ön keresztül készíti el a filmet, Dimitri Logothetis rendezésében, Steven Swadling és Larry Nealy társkészítőkkel. 2016. május 23-án az Ultimate Fighting Championship Paige VanZant-ját felkérték szerepelni a filmbe. Visszatérő színész lett Alain Moussi, Jean-Claude Van Damme, Sara Malakul Lane, Sam Medina és Steven Swadling. 2016. május 25-én bejelentették, hogy az egykori bokszvilágbajnok, Mike Tyson szerepet kapott a filmben, aki egy kemény elítéltet játszik el a rácsok mögötti világban.
Júliusban az UFC harcos, Paige VanZant, akinek a filmben debütáló szerepe lett volna, mint "Gamon", elhagyta a projektet, hogy összpontosítani tudjon egy közelgő harcra. Jessica Jann vette át a szerepét. Eredetileg kis szerepet játszott volna az UFC harcos, Roy "Big Country" Nelson. A Bangkokban tartott sajtótájékoztatón bejelentették, hogy Christopher Lambert csatlakozott az szereplőgárdához, mint Thomas Moore, egy korábbi harcművész, aki kényszeríti Kurt-ot a jelenlegi harcossal való küzdelemre.
A film forgatása 2016. május közepén kezdődött Kaliforniában és Nevadában. Júliusban Bangkokban (Thaiföld) folytatták a forgatást.

## Folytatás
2016. augusztus 31-én Rob Hickman gyártó bejelentette a trilógia harmadik és egyben utolsó részének címét – Kickboxer: Syndicate –, melyet a tervek szerint 2017 nyarán kezdenek el forgatni. Ezt később átnevezték Kickboxer: Armageddonra, és 2018-ban kezdték meg az elkészítését.

## Fordítás
- Ez a szócikk részben vagy egészben  a   Kickboxer: Retaliation című angol Wikipédia-szócikk fordításán alapul.  Az eredeti cikk szerkesztőit annak laptörténete sorolja fel. Ez a jelzés csupán a megfogalmazás eredetét és a szerzői jogokat jelzi, nem szolgál a cikkben szereplő információk forrásmegjelöléseként.